# Nombre de Strahler
Le nombre de Strahler d'une arborescence est une mesure numérique de sa complexité de branchements.
Cette propriété est utilisée, par exemple, en classification des réseaux hydrographiques des cours d'eau pour indiquer le niveau de complexité de son réseau d'affluents et de sous-affluents et en théorie de la compilation pour calculer le nombre de registres nécessaires au calcul d'une expression arithmétique.
Les premières utilisations de ce nombre se trouvent dans les travaux de Robert E. Horton (en) en 1945 ainsi que dans ceux d'Arthur Newell Strahler en 1952 et en 1957.

## Définition
Selon la théorie des graphes, on peut attribuer un nombre de Strahler à tous les nœuds d'un arbre, depuis les extrémités vers la racine, comme suit :
1. Si le nœud n'est que l'extrémité d'une arête / d'un arc, sans autre connexion, (= une feuille dans la théorie des graphes, ou = sans enfant), son nombre de Strahler est 1 ;
2. Si le nœud a un arc ramifié avec le nombre de Strahler i, et que tous les autres arcs ramifiés ont des nombres de Strahler inférieurs à i, alors le nombre de Strahler de ce nœud est i à nouveau ;
3. Si le nœud a au moins deux arcs ramifiés avec le nombre de Strahler i, et aucun arc ramifié ayant un plus grand nombre, le nombre de Strahler de ce nœud est alors i + 1.

Le nombre de Strahler de l'arborescence est le nombre entier de son nœud racine. Il est donc adimensionnel.
Tout nœud ayant le nombre de Strahler i doit donc avoir au moins :
- deux arcs ramifiés descendants avec un nombre de Strahler i - 1 ;
- quatre descendants avec un nombre de Strahler i - 2, etc. ;
- 2i - 1 « feuilles » descendantes.

Par conséquent, dans un arbre avec n nœuds, le plus grand nombre de Strahler possible est la partie entière de log2(n). Cependant, à moins que l'arbre forme un arbre binaire complet, le nombre de Strahler sera inférieur à cette borne. Dans un arbre binaire à n nœuds, choisi uniformément au hasard parmi tous les arbres binaires possibles, l'indice prévu de la racine est, avec une forte probabilité, très proche de log4(n).

## Exemples

### En hydrographie
Le nombre de Strahler est de 1 pour tout cours d'eau entre sa source et sa première confluence.
La racine du cours d'eau est soit la confluence où ce cours d'eau perd son nom, soit pour un fleuve, son embouchure. L'ordre d'un bassin versant est celui de son cours d'eau principal. La classification peut dépendre de l'échelle de la carte utilisée,.
La classification des cours d'eau par le nombre de Strahler est ainsi très significative pour prendre en compte la structure et la densité du réseau hydrographique. Elle reflète la variabilité des situations géographiques (exemple : selon la perméabilité du substrat rocheux du bassin versant) et pluviométriques par son lien étroit avec la quantité d’eau transportée en surface pendant les périodes de forts débits.
Le nombre de Strahler atteint :
| Nom         | Nombre   | Nombre      |
| Fleuve      | Strahler | Shreve      |
| ----------- | -------- | ----------- |
| Amazone     | 12       | Au moins 29 |
| Mississippi | 10       | Au moins 23 |
| Nil         | 10       | Au moins 22 |
| Rhône       | 9        | Au moins 20 |
| Garonne     | 9        | Au moins 16 |
| Ienissei    | 8        | Au moins 18 |
| Danube      | 8        | Au moins 15 |
| Loire       | 8        | Au moins 16 |
| Congo       | 7        | Au moins 18 |
| Indus       | 7        | Au moins 19 |
| Mékong      | 7        | Au moins 19 |
| Rhin        | 7        | Au moins 18 |
| Seine       | 7        | Au moins 16 |
| Adour       | 7        | Au moins 14 |
| Dordogne    | 7        | Au moins 14 |
| Meuse       | 7        | Au moins 14 |
| Aar         | 6        | Au moins 17 |
| Oise        | 6        | Au moins 16 |
| Tamise      | 5        | Au moins 11 |
| Tibre       | 5        | Au moins 9  |
| Marne       | 5        | Au moins 14 |
| Lot         | 5        | Au moins 13 |

### En informatique
Lors de la compilation d'un programme d'un langage de haut niveau en assembleur, le nombre minimum de registres nécessaires pour évaluer l'arbre d'une expression est exactement le nombre de Strahler de cet arbre,.